# 2023~2024년 남태평양 사이클론
2023~2024년 남태평양 사이클론(2023~2024 South Pacific cyclone season)은 남태평양에서 2023년 10월부터 2024년까지 활동한 사이클론들의 활동에 대해 기록한 문서이다.

## 통계

### 사이클론 이름
| - 제1호 사이클론 롤라 (2401) - 제2호 사이클론 말 (2402) - 제3호 사이클론 냇 (2403) - 제4호 사이클론 오사이 (2404) - 제5호 사이클론 피타 (사용안함) - 제6호 사이클론 레이 (사용안함) | - 제7호 사이클론 세루 (사용안함) - 제8호 사이클론 탐 (사용안함) - 제9호 사이클론 우르밀 (사용안함) - 제10호 사이클론 바야누 (사용안함) - 제11호 사이클론 와티 (사용안함) - 제12호 사이클론 세비어 (사용안함) |

## 같이 보기
- 2023년 태풍
- 2023년 북대서양 허리케인
- 2023년 동태평양 허리케인
- 2023년 북인도양 사이클론
- 2023~2024년 남서인도양 사이클론
- 2023~2024년 오스트레일리아 근해 사이클론
- 2024년 태풍
- 2024년 북대서양 허리케인
- 2024년 동태평양 허리케인
- 2024년 북인도양 사이클론